# 陈叔纯
陳叔纯（？－605年后），字子共，陳宣帝陈頊第二十八子。

## 母
袁姬，陈宣帝的妃嫔。

## 生平
至德元年（583年）十月丁酉日，陳后主立陳叔纯为新兴王。祯明三年（589年），陈朝灭亡，陳叔纯入隋。大业年间为河北令。